# St. Urban (Egelsee)

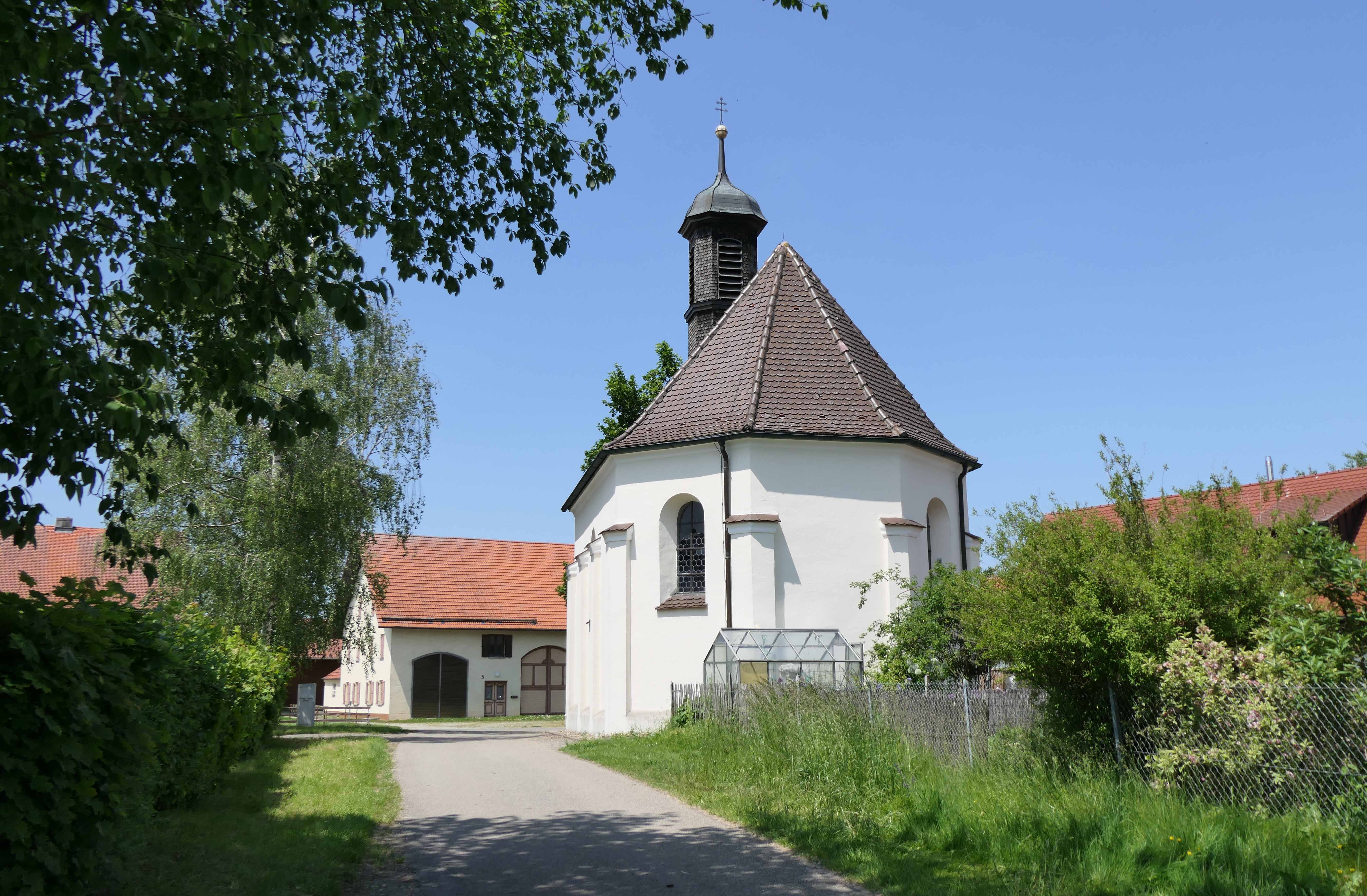
Kapelle St. Urban in Egelsee

St. Urban ist eine Kapelle in Egelsee, einem Teilort von Tannheim im Landkreis Biberach in Oberschwaben.

## Geschichte und Lage
Im Jahre 1482 wurde die Kapelle erstmals als Filialkirche von Tannheim erwähnt. Gegen Ende des Dreißigjährigen Krieges im Jahre 1647 wurde die Kapelle von Memminger Bilderstürmern profaniert. Trotz dieses Verlustes befinden sich wertvolle Kunstgegenstände in der Kapelle.

## Ausstattung

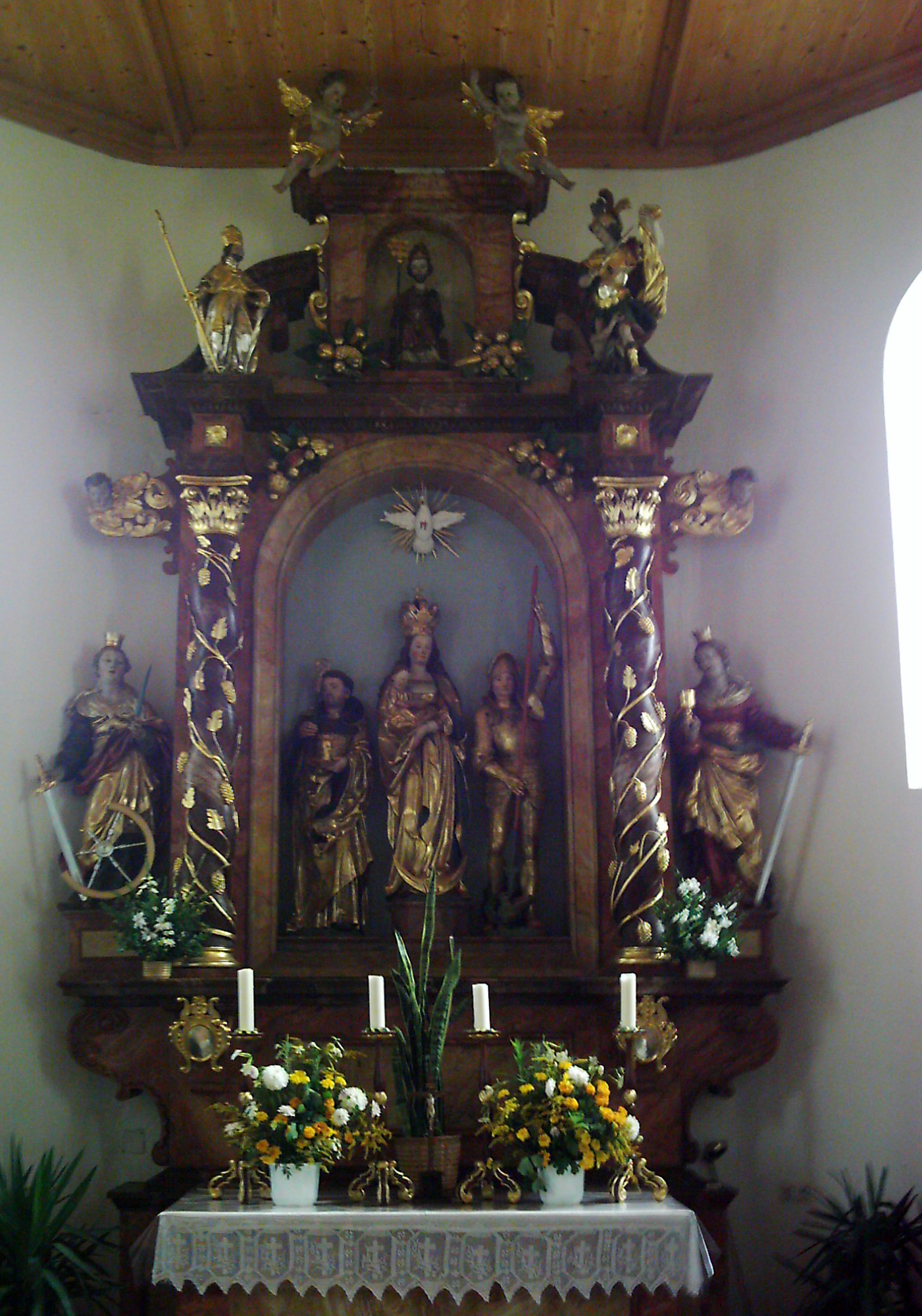
Hochaltar St. Urban

In der Mitte des Hochaltarschreines aus dem 17. Jahrhundert befindet sich Maria die Mutter Jesu von Nazaret, umrahmt von Benedikt von Nursia und Georg, über Maria der Heilige Geist, in der Darstellung einer Taube. Links und rechts des Schreines, als barocke Seitenfiguren Katharina von Alexandrien und Barbara von Nikomedien.
Ganz in der oberen Nische des Hochaltars die Figur des Patrons der Kapelle Papst Urban I. († 230). Der Heilige der Winzer hält in der linken Hand sein Attribut, die Weintraube. Urban wird flankiert von einer weiteren Urbanfigur und Martin von Tours. Über Urban in der Mode des Barocks links und rechts zwei Engel.
Rechts vom Hochaltar befindet sich eine Pietà und weiter hinten ein Prozessionskreuz. Die Kapelle ist geostet hat einen aufgesetzten Glockenturm.
Die Aufstellung der Heiligenfiguren Benedikt und Georg verweisen auf die Zugehörigkeit Egelsees von 1482 bis zur Säkularisation zum geistlichen Territorium der benediktinischen Reichsabtei Ochsenhausen.